# Questi fantasmi! (film 2024)
Questi fantasmi! è un film per la televisione del 2024 diretto da Alessandro Gassmann e tratto dall'omonima commedia di Eduardo De Filippo.

## Trama
In un antico palazzo secentesco di Napoli sembrano verificarsi strani fenomeni soprannaturali, che rimanderebbero a un'infestazione di spettri; Carmela, sorella del portiere Raffaele, impazzisce dopo aver assistito a una presunta apparizione. Il padrone di casa decide quindi di concedere in usufrutto gratuito per alcuni anni il palazzo a chiunque si impegnerà a sfatare queste dicerie, facendo di tutto perché i vicini notino che il palazzo è abitato. Pasquale Lojacono, ex-impresario in difficoltà economiche, capta l'affare e si trasferisce nel palazzo assieme alla moglie Maria, con l'intenzione di aprirvi una pensione. All'insaputa di Pasquale, Maria ha una tresca col giovane e benestante Alfredo Marigliano, che approfitta del trasloco per introdursi nel palazzo: l'uomo cerca di convincerla a lasciare Pasquale per fuggire con lui; in cambio lascerà al marito i soldi necessari alla sua attività. Maria è riluttante, così Alfredo si trasferisce in una stanza discosta; scoperto da Pasquale, finge di essere uno dei fantasmi che infestano il palazzo.
Passa del tempo. Nonostante le continue donazioni di Alfredo, la pensione stenta a decollare: Pasquale è sempre più suggestionato dai fenomeni che si verificano nel palazzo, ma al tempo stesso crede che gli spettri lo abbiano preso in simpatia e gli lascino il denaro. Questo causa il malcontento di Maria, che crede che il marito sappia benissimo come stanno le cose e voglia in realtà approfittare della ricchezza di Alfredo; tuttavia ancora non si decide a fuggire con lui. Intanto il professor Santanna, dirimpettaio che, spiando di continuo in casa, è a conoscenza di tutti gli eventi, cerca di aiutare l'ingenuo Pasquale a risolvere le questioni; i due amanti sono invece braccati da Gastone, cognato di Alfredo, che vorrebbe convincere il fedifrago a tornare dalla moglie Armida. Proprio quest'ulima si presenta d'improvviso al cospetto di Pasquale, vestita a lutto e in compagnia delle due figlie, per mostrargli quanto l'assenza del marito l'abbia ridotta in miseria e chiedergli di uccidere Maria. Compare Alfredo, che litiga furiosamente con la moglie, inducendo Pasquale a pensare che si tratti del regolamento di conti tra due fantasmi; questo causerà il crollo definitivo di Pasquale.
Al termine della lite Alfredo torna da Armida e cessa di dare denaro a Pasquale; questi, ormai indebitatosi fino al collo, decide di partire lasciando sola Maria. Non appena egli se ne va torna Alfredo, determinato a partire con la sua amata; mentre questa si prepara riappare Pasquale, che in realtà non ha mai lasciato la casa, e chiede a quello che lui crede ancora essere un fantasma di non portargli via Maria, l'unica persona a cui egli tenga davvero. Commosso, Alfredo lascia a Pasquale mezzo milione di lire con cui risanare i suoi debiti, dicendogli che l'amore per sua moglie ha spezzato l'incantesimo che lo teneva legato a quella casa; dopodiché parte con Maria, che ha però assistito allo sfogo di Pasquale e ne è rimasta intenerita.
Partiti i due amanti, un addolorato Pasquale ringrazia il professor Santanna per avergli suggerito lo stratagemma della falsa partenza; l'uomo riflette che adesso non avrà più il favore dei fantasmi, ma spera che essi si manifestino in un'altra forma. Poco dopo Maria torna a casa e si riconcilia con lui.

## Produzione
Il film diretto da Alessandro Gassmann è stato scritto da Massimo Gaudioso e Filippo Gili sulla base dell'omonima commedia di Eduardo De Filippo.
Le riprese si sono svolte per cinque settimane tra maggio e giugno 2024 nel centro storico di Napoli; il palazzo dello Spagnuolo nel Rione Sanità è stato scelto per rappresentare l’appartamento infestato dai fantasmi.

## Accoglienza
Il film è stato trasmesso in prima visione su Rai 1 lunedì 30 dicembre 2024, registrando una media di 2 998 000 telespettatori pari al 17,9% di share.

## Riconoscimenti
- Nastri d'argento - Grandi Serie
  - 2025 – Miglior film TV[8]